# Melinda i Melinda
Melinda i Melinda (títol original en anglès Melinda and Melinda) és una pel·lícula estatunidenca de 2004 dirigida per Woody Allen.

## Argument
Melinda i Melinda comença amb una discussió en una cafeteria, en què quatre persones debaten la diferència entre la comèdia i la tragèdia. A partir d'una mínima anècdota (una dona que arriba a un sopar a la qual no ha estat convidada), dos escriptors, Max (Larry Pine) i Sy (Wallace Shawn) comencen a elucubrar sobre com desenvoluparien les seves històries, una còmica i una tràgica. En el fons aquests escriptors discuteixen sobre la naturalesa dual del drama humà, simbolitzat per les màscares teatrals de la tragèdia i la comèdia. Les dues visions del món es veuen representades en el personatge de Melinda, dona a través de la qual Woody Allen porta a la pantalla gran alguns dels temes que més li agraden: la lluita personal entre la moralitat, la identitat, la intimitat, la gelosia i l'amor romàntic.

## Repartiment
- Radha Mitchell com a Melinda
- Chloë Sevigny com a Laurel
- Jonny Lee Miller com a Lee
- Will Ferrell com a Hobie
- Amanda Peet com a Susan
- Chiwetel Ejiofor com a Ellis
- Wallace Shawn com a Sy
- Josh Brolin com a Greg
- Vinessa Shaw com a Stacey
- Steve Carell com a Walt
- Arija Bareikis com a Sally
- Matt Servitto com a Jack
- Zak Orth com a Peter
- Brooke Smith com a Cassie
- Daniel Sunjata com a Billy
- Larry Pine com a Max
- Andy Borowitz com a Doug